# Das Gänsemännchen

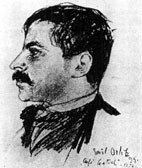
Jakob Wassermann
- 1873 †1934

Der Gänsemännchen-Brunnen in Nürnberg

Das Gänsemännchen ist ein Künstlerroman von Jakob Wassermann, vom Juli 1912 bis zum Juli 1914 geschrieben. Er erschien ab April 1914 als Zeitschriftendruck in Der neue Merkur und im Folgejahr im S. Fischer Verlag Berlin. Der Roman spielt 1849 bis 1909 in Nordbayern – vor allem in Nürnberg und in Franken. Die Werke des Komponisten Daniel Nothafft stoßen besonders bei den merkantilen Nürnbergern auf Unverständnis und Ablehnung. Als er heiratet, merkt er, dass er besser Lenore, die Schwester der Braut Gertrud, zur Frau genommen hätte. Einige Nürnberger Bürger, die dem Bettelmusikanten Daniel übel wollen, vermuten eine Dreiecksbeziehung und assoziieren diese höhnisch mit dem bronzenen Gänsemännchen. Das stellt einen Bauern dar, der auf dem Nürnberger Obstmarkt steht und zwei Gänse unter den Armen trägt.

## Handlung

### Zeitraum ab 1849
An einem Augusttag des Jahres 1859 wird Daniel als Sohn des Webers Gottfried Notthafft in Eschenbach bei Ansbach geboren. In Deutschland setzen sich die neuen Maschinenwebstühle aus Amerika durch, und mit der Weberei des Vaters geht es bergab. Doch Gottfried Notthafft hat für seinen Sohn Daniel vorgesorgt. Dreitausend Taler in Reichsscheinen hat er heimlich gespart. Ohne Wissen seiner Frau übergibt er das Geld dem Schwager Jason Philipp Schimmelweis in Nürnberg. Als der Vater Anfang der siebziger Jahre stirbt, fällt die Mutter aus allen Wolken. Es ist kein Geld da.
Schimmelweis verheimlicht den unverhofften Reichtum seiner Frau Therese und steigt mit dem Geld in Nürnberg zum Buchhändler auf. Der Onkel denkt nicht daran, der Witwe und der Halbwaise Daniel in Eschenbach zu helfen. Die Lehrer auf dem Ansbacher Gymnasium haben keine Freude an Daniel. Lediglich der Kantor Spindler (19) unterrichtet Daniel drei Jahre aufs Gründlichste in der Lehre von Kontrapunkt und Harmonik. Nach dem Willen des Onkels und der Mutter geht Daniel nach dem Gymnasium in die Lehre, um einen ehrbaren Beruf zu erlernen. Aber alle Einstiegsversuche in die bürgerliche Berufswelt schlagen fehl. Daniel klopft in Nürnberg bei Musikprofessor Döderlein an. Der Junge hat eisern gespart und möchte Schüler des Professors werden. Daniel wird herablassend behandelt und abgewiesen. Die Mutter hat kein Verständnis für Daniels Berufswunsch. Daniel wendet sich in seinem Innern von ihr ab. Daniels unaufhaltsamer Abstieg in Nürnberg beginnt. Aber, er war ein Gott, wenn die Töne aus ihm sprühten.
Schimmelweis hat die Quittung über die dreitausend Taler verlegt. Therese findet das Papier zufällig und macht dem Gatten Vorhaltungen. Schimmelweis hat einen Plan. Er will Daniel mit der Tochter Philippine verheiraten. Daniels Cousine hat einen großen Kopf und häßliche Züge. Therese ist durch diese Patentlösung ruhiggestellt, denn wer Philippine abbekommt, hat den Hauptgewinn. Philippine im Nebenzimmer ist im Bilde. Das laute Statement des Vaters, ihre Zukunft betreffend, drang bis zu ihrem Ohr vor.
Daniel muss seine einzige Kostbarkeit, die Partitur der Bachschen h-Moll-Messe, verkaufen. Als er, von eisigem Wind umblasen, vor der Egydienkriche [St. Egidien] dem Orgelspiel drinnen lauscht, wird er vom Inspektor Jordan aufgelesen und darf sich in dessen Wohnung aufwärmen. Daniel lernt Jordans Kinder Gertrud, Lenore und Benno kennen. Vater Jordan ist Inspektor bei der Arbeiter-Assekuranz der Gesellschaft Prudentia und hat seine Kinder Lenore und Benno mit Billigung seines Chefs Alfons Diruf bei der Gesellschaft als Schreiber untergebracht.

### Zeitraum ab 1882
Daniel hungert, doch er hat Glück im Unglück. Der Naturwissenschaftler Dr. Benda wird sein Freund. Dr. Bendas wissenschaftliche Karriere ist nicht erfolgreich. Bendas Hauswirt Herr Carovius, ein Kleinbürger mit entfesselten Instinkten,... ein Aufrührer von konservativer Haltung (68), verfolgt diese Entwicklung voller Häme. Benda hilft Daniel, indem er ihm Klavierunterricht bei Nürnberger Bürgerfamilien vermittelt. Daniel macht sich Herrn Carovius zum Feind, indem er den Hauswirt in Gedanken versunken auf der Treppe nicht grüßt.
Lenore Jordan hat für Daniel etwas übrig und sucht ihn nach der Arbeit wiederholt bei den drei Schwestern Rüdiger auf, wo er zur Untermiete wohnt. Dr. Benda fühlt sich zu Lenore hingezogen und erkennt: Daniel merkt gar nicht, dass Lenore ihn gernhat. Daniel bringt Benda und Lenore sein Orchesterwerk Vineta auf dem Klavier der drei Schwestern Rüdiger zu Gehör. Die fehlenden Instrumente ersetzt der Komponist einfach mit seiner Krähstimme. Die unheimliche Energie des Ausdrucks verhindert komisch zu wirken. Der Naturwissenschaftler kann die Komposition nicht begreifen und das Mädchen staunt.
Dr. Benda geht nach London und wird von den Engländern als Forscher ins Innere Afrikas ausgesandt.
Lenores Vater erhält derweil in Nürnberg die Kündigung seines Postens. Der Chef Alfons Diruf nähert sich Lenore unsittlich. Lenore kann sich losreißen und kündigt.
In der Neujahrsnacht, als Daniel heim kommt, überredet er die junge unverdorbene Meta Steinhäger, Magd bei den drei Schwestern Rüdiger, zum Beischlaf.
Den Nürnberger Sozialdemokraten ist nicht verborgen geblieben, dass auch ihr Buchhändler Schimmelweis das Nürnberger Proletariat im Auftrag der Prudentia ausgesaugt hat. Nachdem Schimmelweis von den eigenen Genossen Bereicherung vorgeworfen wurde, dient er sich flugs bei den Liberalen an. Deren Führer (137) Siegmund von Auffenberg ist erfreut, empfiehlt jedoch zunächst Zurückhaltung.
Professor Döderlein leitet die öffentliche Generalprobe zu Daniels Orchesterwerk. Als während der Aufführung auch Beethoven gegeben wird, kommt es zu einem Eklat. Daniel hindert den stümpernden Döderlein am Weiterdirigieren. Die Reaktion des Nürnberger Orchestervereins lässt nicht auf sich warten. Daniel erscheint nicht mehr förderungswürdig. Immerhin hinterlässt der Abend einen unauslöschlichen Eindruck bei Daniel. Er hatte den Jordans Eintrittskarten geschenkt. Daniel fühlt, daß sein Schicksal an Gertrud gekettet (149) ist, daß er eine Seele zu verwandeln und zu erneuern vermocht (157) hat. Gertruds Gesicht zeigt nach diesem Abend stets Hingabe, Bereitschaft, Unterwürfigkeit (168). Ergriffen muss Daniel konstatieren, auch Lenore liebt ihn. Aber das mit Lenore vergisst er rasch.
Eberhard von Auffenberg liebt Lenore. Er bekommt von ihr den Laufpass. Lenore graut vor der Ehe. Meta Steinhäger ist von Daniels Umarmung in jener wildgärenden Neujahrnacht (334) schwanger. Die drei Schwestern Rüdiger in ihrer unmenschlichen Zimperlichkeit expedieren Meta aus dem Hause. Die redegewandte Lenore bringt die Schwangere bei Daniels Mutter in Eschenbach unter. Eva Steinhäger wird in Eschenbach geboren. Meta findet in Dinkelsbühl einen Mann, wandert mit ihm aus und Marianne Notthafft hat ihre Enkelin Eva ganz für sich allein. Denn Daniel weiß nichts von alledem. Mit einer Wanderoper (180) tourt er als Kapellmeister durch Franken und die angrenzenden deutschen Länder. Das Ensemble fürchtet Daniels Strenge, seinen Blick eisiger Geringschätzung (182). Daniel bezaubert sein Orchester derart, daß es ihm gehorcht wie ein einziges Instrument (186). Nach einem Auftritt in Ansbach begegnet er seinem Lehrmeister, dem Kantor Spindler.

### Zeitraum ab 1886
In der Nähe von Bad Kissingen werden Daniel und sein Orchester vom kunstsinnigen Herrn von Erfft engagiert. Während dieses Aufenthalts auf dem Gut der Erffts glaubt Daniel in Silvia, der Tochter des Hauses, Züge von Lenore zu erkennen. Silvias Mutter, die Frau von Erfft, vermittelt Daniel die Bekanntschaft ihrer Schwester, der Nürnberger Freifrau Clotilde von Auffenberg.
Daniel kehrt nach Nürnberg zurück und heiratet Gertrud. Zu spät erkennt der Komponist, Lenore ist die Frau, die er liebt. Dabei hat er doch mit Gertrud eine Frau gefunden, der seine musikalischen Schöpfungen nahegehen. Daniel vermag sogar aus Gertruds stummen, unfehlbaren Reaktionen abzulesen, ob eine neue Komposition etwas taugen könnte.
In Daniels Hochzeitsnacht treibt es Philippine, die Daniel als Mann für sich beansprucht, in ohnmächtiger Raserei (201) durch die Gassen. Nach der Hochzeit verbringt Daniel mit Lenore viel mehr Freizeit als mit seiner Ehefrau. Daniel umschlingt Lenore und küsst sie auf den Mund. Lenore verfällt Daniel (268). Philippine in ihrer megärenhaften Bosheit gibt ihr Vorhaben, Daniel in ihre Gewalt zu bekommen (253), noch längst nicht auf. Zunächst macht sie sich mit Lenore bekannt. Alsbald kommt für Philippine die Gelegenheit, sich auch noch Gertruds Duldung zu erschleichen.
Benno unterschlägt bei der Prudentia dreitausendsiebenhundert Mark (245) und macht sich aus dem Staub. Der Prudentia-Chef Diruf verlangt das Geld von der Familie Jordan binnen vierundzwanzig Stunden zurück. Die Familie, in die Daniel eingeheiratet hat, ist ratlos. Philippine zeigt den Ausweg. Mit ihrer krähenden Stimme verrät Philippine ihren Vater, der vor Jahren jene dreitausend Taler Daniel vorenthalten hat. Daniel geht zu Schimmelweis und stellt ihn zur Rede. Schimmelweis hat nach seinem Gesinnungswechsel (255) die sozialdemokratische Kundschaft verloren, und so ging es mit ihm bergab. Philippine ist zugegen. Schimmelweis errät den Verrat der Tochter. Philippine erhält vom eigenen Vater einen Schlag mit der geballten Faust ins Gesicht. Aber Therese hat Gewissensbisse, heult hysterisch und gibt Daniel das Geld. Dirufs Forderung wird erfüllt. Fortan macht sich Philippine im Haushalt der schwangeren Gertrud, die sich keine Magd leisten kann, nützlich. Daniel geht dem Gestell (290), wie er Philippine schimpft, aus dem Wege.
Eberhard von Auffenberg hatte sich mit dem despotischen Vater entzweit und das Haus verlassen. Im Streben nach wirtschaftlicher Unabhängigkeit hatte sich Eberhard geschäftlich mit Herrn Carovius eingelassen und machte Schulden. Carovius hatte in Eberhards Papieren geschnüffelt und von dessen Liebe zu Lenore erfahren. Carovius möchte Lenore besitzen (273). Über Daniel will er sich an das schöne junge Mädchen heranmachen. Dazu ergibt sich Gelegenheit. Daniel hat endlich die Kapellmeisterstelle am Theater (276) erhalten. Das Empfehlungsschreiben der Frau von Erfft hat ihm den Zugang zum Rokokosaal der Freifrau von Auffenberg eröffnet. Sein Zyklus von sechzehn Liedern wird dort gegeben werden. Carovius erbettelt und erhält von Daniel zu diesem Abend ein gedrucktes Kärtchen. Nach dieser Aufführung bekommt Daniel Beifall. Hinter vorgehaltener Hand ist von Katzenmusik die Rede, von einer Verschwörung wider den guten Geschmack (298).
Die Nürnberger kennen Schimmelweis nur zu gut und wollen partout nicht glauben, dass er das unterschlagene Geld wirklich ersetzt haben soll.
Den Bürgern bleiben nicht die ausgedehnten Spaziergänge von Daniel und Lenore verborgen. Die Leut können ihn nicht ausstehen (290), sagt Philippine von ihrem Cousin. Ein unergründlicher Haß gegen den Musiker steigt auf. Dieser gipfelt in einem schlechten Scherz des Herrn Carovius, der Daniel mit dem bronzenen Gänsemännchen auf dem Nürnberger Obstmarkt vergleicht. Die Gänse unter den Armen des Männchens sollen die Schwestern Gertrud und Lenore sein.
Philippine, inzwischen im Haushalt Gertruds fast unentbehrlich, geht zur Offensive über. Gertrud brauche sich das stundenlange Beisammenstecken Daniels mit Lenore nicht gefallen zu lassen, redet sie der Schwangeren ein. Es kommt zwischen dem Ehepaar zur Aussprache. Daniel kann sich von Lenore nicht abwenden. Gertrud will das dulden, will dem Liebespaar sogar helfen (309).
Gertrud stellt die Schwester zur Rede, wirft ihr vor, sie richte Daniel zugrunde (314).
Daniel sucht mit Lenore seine Mutter in Eschenbach auf. Erstaunt steht er seiner inzwischen 4-jährigen Tochter Eva gegenüber, einem Kinde von zartester Schönheit (317). Als Daniel Evas Geschichte hört, steigt Lenore in seiner Achtung.

### Zeitraum ab 1889
Während Gertrud nach vielen Schmerzen ein Mädchen zur Welt (323) bringt, kommt Lenore dem Geliebten noch näher: Daniel, Liebster, küß mich zu Tode (321), wünscht sie sich.
Daniel macht auf die Nürnberger einen zerstreuten Eindruck. Immer mehr Gönner wenden sich von ihm ab. Hofrätin Kirschner, die Daniel in seiner höchsten Not finanziell unter die Arme gegriffen hatte, verlangt ihr Geld zurück. Philippine, die jahrelang aus dem elterlichen Haushalt kleinere Beträge listig beiseite gebracht hatte, kratzt diese zusammen, leiht dem Musikemacher (364) Daniel die erforderliche Summe zu einem maßvollen Zinsfuß und spaßt: Jetzt darfst mich aber nimmer wie eine räudige Katz behandeln (347).
Verzweifelt muss die junge Mutter Gertrud mitansehen, wie die Liebe zwischen Lenore und Daniel erstarkt. Völlig von Sinnen will sie sich vom Vestnerturm stürzen. Als sie zurückgehalten wird, will sie eine Überdosis Schlafmittel nehmen und scheitert am Apotheker. Gertrud erhängt sich auf dem Dachboden ihres Wohnhauses. Philippine geht mit dem Leuchter auf die Suche, findet die Tote, zündet das Haus an und verschwindet. Inspektor Jordan entdeckt seine tote Tochter.
Philippine kann die Behörden glauben machen, sie habe das Feuer nicht gelegt. Sie verlässt das Elternhaus und verdingt sich bei Daniel als Magd. Lohn verlangt sie nicht. Daniel versteht Philippines rätselhafte Treue nicht. Am Theater verliert er durch ein unbedachtes Wort seine Kapellmeisterstelle und komponiert nun zu Hause für die große Truhe. Seit dem Suizid Gertruds spricht der Komponist nicht mehr mit Lenore. Vergeblich wartet sie auf ein Wort von ihm. Als sie den Lebensunterhalt der Familie nicht mehr durch Schreibarbeit verdienen kann, hilft ihr Freiherr Eberhard von Auffenberg, der nach Nürnberg zurückgekehrt ist, ohne ihr Wissen. Eberhard liebt Lenore immer noch. Den Heiratsplan schlägt sich der Freiherr aus dem Kopf, weil sein Geldgeber Carovius nicht flüssig ist. Seine Illusionen werden ganz und gar zerstört, als Carovius ihm von dem stadtbekannten Verhältnis Lenores mit Daniel plaudert.
Die Versöhnung Daniels mit Lenore ist eine Frage der Zeit. Das Paar schläft miteinander und Lenore wird schwanger. Daniel heiratet Lenore. Trotz dieser Wende kommen sich Daniel und Eberhard zögerlich näher.
Lenore entwendet das Streichquartett in B-Moll aus der großen Truhe. Es macht in Berlin und Leipzig unter Kennern Furore. Daniel ist ungehalten. Das seiner Ansicht nach unreife Werk wandert zurück in die Truhe.
Bei der Geburt eines toten Knaben verblutet Lenore.
Eberhard von Auffenberg will sich mit seiner Cousine Silvia von Erfft verloben. Das Brautpaar besucht Daniel wiederholt, und Eberhard hilft Daniel über den Verlust Lenores hinweg; zeigt dem Witwer die verwelkten Blumen, gepflückt und gebunden von Lenores Händen, die Eberhard aufkaufen ließ. Silvia erreicht, dass sich Eberhard mit dem Vater aussöhnt. Der Liberale Siegmund von Auffenberg macht den Sohn Eberhard zum Chef des Hauses (436), konvertiert und geht zu den Dominikanern.

### Zeitraum ab 1893
Daniels Mutter Marianne, die sich nach Lenores Tode bei Daniel in Nürnberg aufhält, bittet das Paar Eberhard und Sylvia um Hilfe für den Sohn. Sylvia wendet sich an ihre Mutter. Agathe von Erfft erreicht, dass Daniel von dem angesehenen Mainzer Verlagshaus Philander und Söhne auf Jahre unter Vertrag genommen wird. Daniel veranstaltet eine Sammlung mittelalterlicher Kirchenmusik (451) und reist als Herausgeber durch die einschlägigen Bibliotheken Mitteleuropas und Norditaliens.
Daniel sucht seine Mutter in Eschenbach auf. Eva ist verschwunden. Das schöne Kind wurde wahrscheinlich von einer Seiltänzergesellschaft entführt (487). Daniels Tochter wird trotz behördlicher Nachforschungen nie wieder gesehen. Daniels Mutter Marianne stirbt.
Margaret Carovius hatte gegen den Willen ihres Bruders den Musikprofessor Döderlein geehelicht. Aus der Ehe war Dorothea Döderlein hervorgegangen. Dorotheas Mutter war in die Irrenanstalt nach Erlangen gebracht worden. Als Herr Carovius bei Freifrau Clotilde von Auffenberg Geld eintreiben wollte, das er deren Sohn Eberhard geliehen hatte, erlebte er, wie seine Nichte mit der Freifrau musizierte. Beeindruckt stellte der kunstbegeisterte Onkel dem jungen Mädchen in Aussicht, sie als seine Erbin einzusetzen, falls sie ihr Violinespiel zu seiner Zufriedenheit perfektionieren sollte. Professor Döderlein, der Geld brauchte, war in Erwartung der ungeheuren Summe bereit, den Zwist mit dem Schwager als verjährt zu erklären und förderte das Geigenspiel seiner Tochter. Herr Carovius schwimmt in Wonne, als Dorotheas kapriziöses Spiel von der Kritik in Zeitungen erwähnt wird. Professor Döderlein nimmt gönnerhaft Gratulationen entgegen. Er befürchtet, dass Dorothea durch eine Unbedachtheit die große Erbschaft verscherzt. Döderlein beginnt an der künstlerischen Begabung der Tochter zu zweifeln.

### Zeitraum ab 1898
Daniel trifft Dorothea mehrmals bei Herrn Carovius in der Wohnung. Er gesteht ihr, er habe noch ein 11-jähriges Kind in Eschenbach, das verschwunden sei. Auf endlosen Spaziergängen durch die Nürnberger Umgebung erzählt Daniel der siebzehn Jahre jüngeren Dorothea von Gertruds Dumpfheit, von Gertruds Verzicht und wie sie als Leiche an einer Zuckerschnur hing (509). Von Lenore und von Philippine erzählt er ihr ebenso. Dorothea spürt ein prickelndes Gelüste nach Daniel.
Die Nürnberger Kirchenbehörde besoldet Daniel als Organist der Egydienkriche. Manche Gemeindemitglieder kommen extra wegen Daniels Spiel zum Gottesdienst.
Der Mühlenbesitzer Weißkopf hält beim Professor Döderlein um die Hand der Tochter an. Der Professor verspricht dem Mühlenbesitzer Dorothea und leiht sich bei ihm tausend Mark. Dorothea mag den Mehlsack nicht heiraten und heiratet Daniel, obwohl er sie vor sich, dem problematischen Individuum, gewarnt hat. Herr Carovius enterbt Dorothea. Das Vermögen des Herrn Carovius wird karitativen Zwecken dienen. Professor Döderlein legt die alten Differenzen zu Daniel bei und kassiert von dem Schwiegersohn fünfzehnhundert Mark. Bald wird es Daniel angst und bang. Die Ruhe ist vorbei. Seine junge Frau lebt verschwenderisch, kauft Tand und verlustiert sich regelmäßig mit Gästen im Haus. Daniels nicht allzu großes Vermögen ist binnen kurzer Zeit verschleudert.

### Zeitraum ab 1901
Als Philippine von Evas Existenz erfährt, schimpft sie Daniel einen Luderskerl, der noch ein Bankert hat, und will ihm die Augen auskratzen (448). Mit Dorothea ist Philippine binnen kurzem ein Herz und eine Seele (532).
Dorothea bringt Gottfried zur Welt und vernachlässigt das Kind. Philippine pflegt Gottfried. Dorothea lässt sich mit einem jungen Amerikaner ein und setzt Philippine ins Bild. Philippine vermittelt Dorothea ein Liebesnest. Philippine führt Daniel an den Ort des Ehebruchs. Daniel prügelt sich mit dem Amerikaner. Währenddessen läuft Philippine zurück in Daniels Haus und zündet die Truhe mit Daniels sämtlichen Notenhandschriften an. Das Lebenswerk wird komplett vernichtet. Bei dem Brand kommt der alte Inspektor Jordan um. Dorothea rafft ihre Kleider aus dem Schrank und flieht auf Nimmerwiedersehen. In Nürnberg wird Jahre später gemunkelt werden, sie sei die Mätresse eines böhmischen Gutsbesitzers geworden und fahre an der italienischen Riviera spazieren (604). Auch Philippine verschwindet während des Brandes in dem Gewühl aufgeregter Menschen. Keiner hat sie mehr gesehen.
Daniels Freund Dr. Benda, lange verschollen, kommt aus dem afrikanischen Busch nach Nürnberg zurück. In langen Gesprächen gesteht der tropenkranke Forscher dem Freunde, dass er einst Margaret Döderlein liebte und ihr Ehemann, der Professor, die Frau in den Wahnsinn trieb.
Schließlich hat Daniel ein Gesicht. Das Gänsemännchen erscheint ihm. Daniel erkennt, er hat alles falsch gemacht. Frauen haben ihn geliebt. Er hat die Liebe nicht erwidert, sondern nur seiner Musik gelebt.
Wegen des stadtkundigen Skandals – der Schlägerei mit dem Amerikaner – seiner Ämter in Nürnberg enthoben, geht Daniel mit jungen Schülern zurück in seinen Geburtsort Eschenbach.

### Zeitraum ab 1909
Im Monat August feiern die Schüler in Eschenbach den fünfzigsten Geburtstag ihres Meisters Daniel.

## Figuren
Daniel Nothafft, Protestant (461), Komponist.
Gottfried Nothafft, Daniels Vater.
Marianne Nothafft, geb. Höllriegel aus Nürnberg. Daniels Mutter.
Eva Steinhäger (179), Daniels uneheliche Tochter.
Agnes Nothafft (324), Tochter des Ehepaares Daniel und Gertrud.
Gottfried Nothafft (538), Sohn des Ehepaares Daniel und Dorothea.
Kantor Spindler, Daniels Musiklehrer.
Gertrud Nothafft, geborene Jordan. Daniels erste Ehefrau.
Lenore Nothafft, geborene Jordan. Daniels zweite Ehefrau.
Jordan, Inspektor bei der Arbeiter-Assekuranz der Gesellschaft Prudentia. Gertruds, Lenores und Bennos Vater.
Benno Jordan, Gertruds und Lenores Bruder.
Dorothea Nothafft, geborene Döderlein. Daniels dritte Ehefrau.
Andreas Döderlein, Professor an der Musikschule zu Nürnberg. Dorotheas Vater.
Margaret Döderlein, geb. Carovius, Dorotheas Mutter.
Herr Carovius, Margarets Bruder, Dorotheas Onkel. Hausbesitzer.
Philippine Schimmelweis (14), Daniels Cousine.
Jason Philipp Schimmelweis, Westfale, sozialdemokratischer Buchhändler in Nürnberg. Philippines Vater.
Therese Schimmelweis, Philippines Mutter.
Dr. Friedrich Benda (165), Daniels Freund. Naturwissenschaftler. Mieter im Hause Carovius'. Afrikaforscher im Auftrag der britischen Krone.
Geometer Rüdiger, in der Schweiz einem Bergsturz erlegen.
Albertine, Jasmine und Salome. Rüdigers Töchter und Daniels Vermieterinnen.
Meta Steinhäger, Dienstmagd (172) bei den drei Schwestern Rüdiger. Evas Mutter.
Freiherr Eberhard von Auffenberg.
Freiherr Siegmund von Auffenberg (83), Führer der liberalen Partei (137). Eberhards Vater.
Freifrau Clotilde von Auffenberg (193), Eberhards Mutter.
Emilie, Gattin des Rittmeisters Graf Ulrich (209). Eberhards Schwester.
Alfons Diruf (91). Lenores, Bennos und Jordans Chef bei der Arbeiter-Assekuranz.
Frau Hofrätin Kirschner (344).
Mühlenbesitzer Weißkopf, Musikliebhaber, wirbt um Dorothea Döderlein (511).
Herr Sylvester von Erfft, Gutsbesitzer.
Frau Agathe von Erfft, Clotilde von Auffenbergs Schwester.
Silvia von Erfft, deren Tochter.

## Kompositionen von Daniel Nothafft
Daniel Nothaffts Werke
- Vineta, Orchesterwerk (103)

Die Kritik hält die Komposition für minder erfindungsreich und ihre Instrumentation an einer anfängerhaften Magerkeit krankend (148).
- Nürnbergische Serenade (147).

Daniel bezeichnet seine ersten beiden Kompositionen als zwei mißlungene Machwerke (166).
- Vertonung zu Goethes Harzreise im Winter (187). Das Werk war rauh wie die Rinde der Bäume, wie alles, was mit der Zuversicht innerer Dauer geschaffen wird (284).
- Vertonung zu Wandrers Sturmlied nach Goethe (587).
- Zyklus von sechzehn Liedern (280), im Stich erschienen in Leipzig. Von der Nürnberger Kritik verrissen, werden die Lieder vergessen.
- Streichquartett in b-Moll (404).
- Psalm (587).
- Symphonie in sieben Sätzen (472) mit dem Eingangsmotiv in d-Moll - die Prometheische (408).

## Zitate
- „Es kann keiner umkehren“ (168).
- „Die Morgenröte wird nur von den Schläfern übersehen“ (193).
- „Wahrheit ist, was die Natur gebietet, und der Gehorsam gegen die Natur“ (295).
- „Ich lebe nach meinem Gesetz. Ich muß, wo alle bloß sollen oder dürfen oder nicht dürfen. Wer das nicht faßt, mit dem hab ich nichts gemein“ (295).
- „Ein Werk, das nicht zu den Menschen redet, ist so gut wie nicht geschaffen“ (406).
- „Es gibt Worte, die sind wie Schmutzflecken“ (505).
- „Wenn man an einer Sache genug hat, wirft man sie weg“ (507).
- „Manches Schicksal erreicht seinen entscheidenden Punkt im Glück, manches erst in der Schuld“ (562).
- „Werde erst Mensch, dann kannst du Schöpfer sein“ (595).

## Bearbeitung fürs Musiktheater
- Rainer Fliege (Libretto) / Uwe Strübing (Musik): Aus der Welt. Oper in 2 Akten (2005/06). UA 19. April 2007 Fürth (Stadttheater im Kulturforum; zum 1000-jährigen Stadtjubiläum)